# Camponotus vetus
Camponotus vetus är en myrart som beskrevs av Samuel Hubbard Scudder 1877. Camponotus vetus ingår i släktet hästmyror, och familjen myror. Inga underarter finns listade.